# FK Drina Zvornik
FK Drina Zvornik ist ein Fußballverein aus der Stadt Zvornik im Osten Bosnien und Herzegowinas. Der Verein spielt in der Saison 2016/17 in der zweithöchsten Spielklasse Bosnien und Herzegowinas, der Prva Liga RS. Die Heimspiele finden im Stadtstadion Gradski Stadion Zvornik statt.

## Geschichte

### Gründung 1945
FK Drina Zvornik wurde 1945 als Fußballverein gegründet und war in der Nachkriegszeit einer der ersten sportlichen Vereinigungen in der Stadt Zvornik. Auf dem damaligen Fußballfeld (annähernd die gleiche Lage des jetzigen Stadtstadions) fand die Gründung des Vereins statt,  an dieser nahmen Nikola Mastilica, Branko Čizmar, Đorđo Tomić, Zijo Sarajlić, Feta Sabirović, Boško Kovačević, Džemko Alijagić und ein Kapitän der ehemaligen Jugoslawischen Volksarmee (JNA) Prokica Žigić teil. Nach der Diskussion zur Festlegung über die Notwendigkeit eines Fußballvereins, über die Beschaffung notwendiger Sportgeräte und Bekleidung, sowie die Abstimmung der Namensgebung (zur Auswahl standen Zlatica oder Drina), wurde Nikola Mastilica zum ersten Präsidenten gewählt. Der Verein hatte zu der Zeit das Präfix FD, das für Fudbalsko Drustvo (deutsch: Fußballgemeinschaft) steht. In der Anfangszeit besaß der Verein 5 rote Trikots und ein Lederball von Fußballverein Zmaj od Noćaja aus der Vorkriegszeit. 

### Anfänge in der Nachkriegszeit
Im ersten Jahr nach seiner Entstehung nahm der Verein an keinem offiziellen Sportereignis teil. Drina spielte Freundschaftsspiele gegen Fußballvereine aus den Nachbarorten und Mannschaften der stationierten militärischen Einheiten der Jugoslawischen Volksarmee. Das erste Spiel fand in der serbischen Stadt Ljubovija gegen den heimischen Fußballverein statt, dieses gewann Drina mit 3:1. Zu den Auswärtsspielen fuhr die Mannschaft bis 1955 – teilweise auch später – mit Lastkraftwagen.
Die Presse berichtete erstmals am 17. März 1946 über Drina, als der Verein zu Gast bei FK Sloboda Tuzla in seinem ersten Meisterschaftsspiel mit 1:9 verlor. In der Zeitung Front Slobode Nr. 57 vom 24. März 1946 wurde Folgendes veröffentlicht: Am Sonntag dem 17. März spielten im Meisterschaftsspiel in Tuzla F.D. Sloboda gegen F.D. Drina aus Zvornik. Bei einem Zusammenstoß mit dem linken Verteidiger Drinas, brach sich der Sloboda-Spieler Aleksander Avramovic-Pače das linke Bein.
Die größten Erfolge in der Nachkriegszeit erreichte der Verein 1949 und 1952, als Gewinner der Meisterschaft des regionalen Verbandes Tuzlanski Podsavez dessen Hauptsitz in der Stadt Tuzla war. Durch den 1. Platz qualifizierte sich Drina für die Relegationsspiele gegen die Gewinner der regionalen Meisterschaft vom Dobojski Podsavez (1949) und vom „Banjalučki Podsavez“ (1952).  Im Jahr 1952 schaffte es Drina sich gegen den Verein aus Prijedor durch ein 3:1 in Zvornik und ein 2:1 in Prijedor für die „Republička Liga“ auf Landesniveau zu qualifizieren. Jedoch spielte Drina kein Spiel in dieser Liga, da die bosnische Landesliga im gleichen Jahr durch Reformen abgesetzt wurde.

### Neubeginn nach dem Zerfall Jugoslawiens (1992–2001)
Nach dem Zerfall Jugoslawiens wurde 1992 in der Republika Srpska der Fußballverband der Republika Srpska gegründet. In der Saison 1995/96 organisierte der Verband die erste Fußballmeisterschaft. Der finanziell sehr angeschlagene Verein „Drina“, der mittlerweile das Präfix FK für Fudbalski Klub (deutsch: Fußballklub) trägt, spielte in der ersten Saison nach dem Bosnienkrieg in der ersten Liga. In der Gruppe Ost der ersten Liga erreichte Drina allerdings nur den vorletzten Platz und stieg am Ende der Saison in die zweite Liga ab. Nach einer Saison in der zweiten Liga qualifizierte sich Drina als Meister in der Gruppe Bijeljina für den Aufstieg in die erste Liga, stieg jedoch nach der Saison 1997/98 wieder in die zweite Liga ab.

### Jahre der Zweitklassigkeit sowie der Aufstieg in die Premijer Liga (seit 2002)
Nach dem erneuten Aufstieg 2002 spielte Drina nun für längere Zeit wieder erstklassig. Mit der Eingliederung der Vereine aus der Republika Srpska in die Premijer Liga spielte der Verein fortan nur noch zweitklassig. In der Saison 2009/10 gelang dann allerdings mit dem Meistertitel der Aufstieg in die neue erste Liga, die Premijer Liga. Damit stieg der FK Drina Zvornik zum ersten Mal seit 1952 wieder in die höchste Spielklasse im Vereinsfußball von Bosnien und Herzegowina auf. In der folgenden Saison stieg man jedoch gleich wieder ab in die zweite Liga.

## Erfolge
- Meister des regionalen Verbandes Tuzlanski Podsavez: 1948/49, 1951/52
- Meister in der ersten Liga der Republika Srpska und Aufstieg in die Premijer Liga: 2009/10, 2013/14

## Bekannte Spieler
- Samir Muratović (* 1976)
- Milenko Milošević (* 1976)
- Vojislav Vranjković (* 1983)
- Rade Djokić (* 1983)
- Roberto Carvalho Cauê (* 1987)